# Rhetinolepis
Rhetinolepis é um género botânico pertencente à família Asteraceae. Contém uma única espécie, Rhetinolepis lonadioides Coss..